# Myron V. George

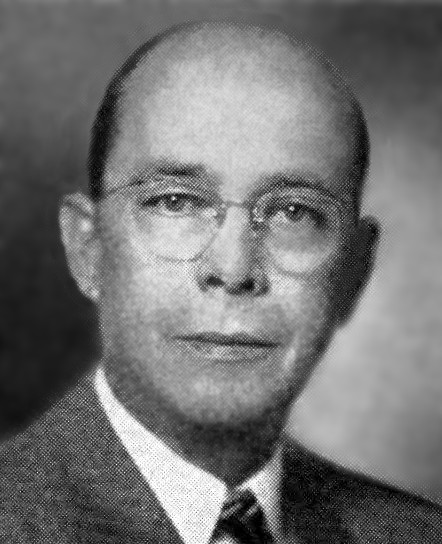
Myron V. George (1957)

Myron Virgil George (* 6. Januar 1900 in Erie, Kansas; † 11. April 1972 in Parsons, Kansas) war ein US-amerikanischer Politiker. Zwischen 1950 und 1959 vertrat er den dritten Wahlbezirk des Bundesstaates Kansas im US-Repräsentantenhaus.

## Werdegang
Myron George besuchte die öffentlichen Schulen seiner Heimat und danach die Labette County High School in Altamont. Während des Ersten Weltkrieges war er Korporal in der US-Armee. Nach dem Ende seiner Militärzeit im Mai 1919 machte er eine Druckerlehre bei der Zeitung "Altamont Journal", die seinem Vater gehörte. Zwischen 1924 und 1941 war George Verleger und Herausgeber der Zeitung "Edna Sun". Von 1939 bis 1950 war er auch Mitglied der Autobahnverwaltung von Kansas (Highway Commission).
Politisch war George Mitglied der Republikanischen Partei. Nach dem Tod des Kongressabgeordneten Herbert Alton Meyer wurde er im Jahr 1950 in einer Nachwahl als dessen Nachfolger in den Kongress gewählt. Am selben Tag fanden auch die regulären Kongresswahlen statt, bei denen George für die nächste Legislaturperiode gewählt wurde. Nachdem er in den Jahren 1952, 1954 und 1956 jeweils bestätigt wurde, konnte er zwischen dem 7. November 1950 und dem 3. Januar 1959 im Kongress verbleiben. Bei den Wahlen des Jahres 1958 unterlag er dem Demokraten Denver David Hargis.
Nach dem Ende seiner Tätigkeit im US-Repräsentantenhaus war er in der Öffentlichkeitsarbeit für die Transport- und Bauindustrie tätig. Myron George starb am 11. April 1972 in Parsons.